# Законы электролиза Фарадея
Зако́ны электро́лиза Фараде́я являются количественными соотношениями, основанными на электрохимических исследованиях, опубликованных Майклом Фарадеем в 1836 году.

## История и значение
Фарадей, стремясь установить количественные соотношения между различными проявлениями электричества, начал экспериментальные исследования по электролизу, в 1833-1834 годах открыл его законы (введя и сохранившуюся доныне терминологию в этой области). Эти законы явились серьёзным доводом в пользу дискретности вещества и электричества.
Кроме того, открытие этих законов имело, конечно, большое практическое значения для электрохимии и техники.

## Физический смысл
С современной точки зрения, установлению которой исторически открытие Фарадея и способствовало, смысл его законов электролиза сводится к тому, что вещество имеет атомную или молекулярную структуру, а атомы или молекулы определенного химического вещества одинаковы и имеют следовательно одинаковую массу, то же относится к ионам, играющим роль переносчиков тока в электролитах и разряжающимися (окисляющимися или восстанавливающимися) на электродах при электролизе. Кроме одинаковой массы ионы одинакового вида имеют и одинаковый заряд, который дискретен и всегда кратен заряду электрона (хотя для разных ионов может иметь разный знак).
Таким образом, при прохождении через электрод определенного количества электричества это означает прохождение и строго определенного количества электронов, и разрядку на нём строго определенного количество ионов определённого типа (равного количеству прошедших электронов, делённому на заряд данного типа иона). И, таким образом, зная массу данного типа атомов, молекул или ионов, и величину элементарного заряда (заряда электрона), прямо устанавливается пропорциональная зависимость между прошедшим через электрод количеством электричества и массой выделившегося на нем вещества.
Говоря коротко, физический смысл законов Фарадея с современной точки зрения сводится к закону сохранения электрического заряда в сочетании с фактом дискретности («квантования») заряда и фактом физической одинаковости (в том числе всегда одинаковой массы). С учетом существования разных изотопов, это не совсем строгое утверждение; строгим оно является для каждого изотопа отдельно (или для моноизотопных элементов), а для «природной смеси изотопов» верно лишь в среднем, представляя собой скорее геологический факт, и в частных случаях за счет отличия изотопного состава по каким-то причинам от «обычного», атомные массы могут отклоняться от обычных средних (стандартных) значений; см. Атомная масса. То же, конечно, касается и молекулярных масс. Впрочем, за исключением самых лёгких элементов, колебания атомных масс при любых (в рамках ограничения изотопами с разумными временами жизни) колебаниях изотопного состава относительно невелики.
С точки зрения химии электролиз можно рассматривать как реакции (вблизи электродов), одним из участников которых является электрон (электроны), имеющий пренебрежимую (практически нулевую сравнительно с атомами) массу, в остальном же ведущий себя в реакциях почти так же, как остальные участники — атомы, молекулы, ионы. При этом количественно поступление электронов в одну область реакций через один электрод и уход их из второй области реакций через другой электрод можно измерить с помощью электроизмерительных приборов (зная заряд электрона). Это можно назвать основным смыслом (или, если угодно, способом вывода) законов Фарадея с точки зрения химии.

## Формулировка законов
В учебниках и научной литературе можно найти несколько версий формулировки законов электролиза Фарадея. Например, они могут быть сформулированы таким образом:
- Первый закон электролиза Фарадея: масса вещества, осаждённого на электроде при электролизе, прямо пропорциональна количеству электричества, переданного на этот электрод. Под количеством электричества имеется в виду суммарный электрический заряд, прошедший через поверхность электрода.[6]Выражается формулой: {\displaystyle m=kQ}, где {\displaystyle k} — электрохимический эквивалент.

- Второй закон электролиза Фарадея: для данного количества электричества (электрического заряда) масса химического элемента или вещества[7], выделившегося на электроде, прямо пропорциональна эквивалентной массе элемента или вещества. Эквивалентной массой вещества вообще в химии называется его молярная масса, делённая на целое число, зависящее от химической реакции, в которой участвует вещество; в данном же случае эквивалентом называется молярная масса образующегося при разряде иона вещества, делённая на сумму зарядов ионов (измеренных в элементарных единицах), дающих в итоге молекулу или атом данного вещества. В случае выделения на электроде атомарного вещества эквивалент — это просто его атомная масса, делённая на заряд его иона (см. тж. Электрохимический эквивалент).

## Математическая запись
Законы Фарадея можно записать в виде следующей формулы:
{\displaystyle m\ =\ \left({Q \over F}\right)\left({M \over z}\right),}
где:
- {\displaystyle m} — масса осаждённого на электроде вещества,
- {\displaystyle Q} — полный электрический заряд, прошедший через вещество
- {\displaystyle F=96485,332} Кл ·моль−1 — постоянная Фарадея,
- {\displaystyle M}— молярная масса иона (Например, молярная масса иона меди  {\displaystyle {\ce {Cu+}}} = 63,5 г/моль),
- {\displaystyle z} — валентное число ионов вещества (число избыточных или недостающих электронов на один ион).

Заметим, что {\displaystyle M/z} — это эквивалентная масса осаждённого вещества.
Для первого закона Фарадея {\displaystyle M,\,F} и {\displaystyle z} являются константами, так что, чем больше величина {\displaystyle Q}, тем больше будет величина {\displaystyle m}.
Для второго закона Фарадея {\displaystyle Q,\,F} и {\displaystyle z} являются константами, так что чем больше величина {\displaystyle M/z} (эквивалентная масса), тем больше будет величина {\displaystyle m}.
В простейшем случае используется постоянный ток и полный электрический заряд (прошедший через систему) за время электролиза равен: {\displaystyle Q=It} , что приводит к выражению для массы:
{\displaystyle m\ =\ \left({It \over F}\right)\left({M \over z}\right)}, где при вычислениях в СИ размерность тока {\displaystyle I} амперы, а размерность заряда {\displaystyle Q} — кулоны (иначе говоря ампер-секунды). В практических целях можно применять другие единицы заряда, например, ампер-час (равный 3600 Кл), но в этом случае нужно быть аккуратным, вводя соответствующий множитель (как и вообще при применении других систем физических единиц, например СГС, где численное значение постоянной Фарадея будет, конечно же, другим).
или для количества вещества:
{\displaystyle n\ =\ \left({It \over F}\right)\left({1 \over z}\right),}
где:
- {\displaystyle n} — выделенное количество вещества («количество молей»): {\displaystyle n=m/M},
- {\displaystyle t} — время действия постоянного тока.

В более сложном случае переменного электрического тока полный заряд {\displaystyle Q} тока {\displaystyle I(\tau )} суммируется за время {\displaystyle t}:
{\displaystyle Q=\int _{0}^{t}I(\tau )\ d\tau .}
Здесь {\displaystyle t} — полное время электролиза, {\displaystyle \tau } переменная времени, текущее время, ток {\displaystyle I} является функцией от времени {\displaystyle \tau }.
Нетрудно видеть, что формула для переменного тока представляет собой просто сумму величин, полученных по формуле для постоянного тока для маленьких промежутков времени {\displaystyle d\tau } (что интуитивно достаточно очевидно разумно, поскольку за маленькое время {\displaystyle d\tau } ток «почти» не успевает измениться).
- Здесь сразу же следует заметить, что формулировка выше и интерпретация входящих в неё величин сделаны для случая выделения на электроде одноатомного простого вещества (в частности, она хорошо и прямо подходит для случая осаждения на катоде восстанавливающегося при электролизе — из раствора или расплава его соли, основания или оксида — металла). Выделение других простых веществ (скажем, кислорода или хлора) может быть, по крайней мере, условно (независимо от того, каков реальный механизм такой реакции), интерпретироваться как первоначальное выделение атомарного вещества (атомарного кислорода или хлора), и лишь затем образования многоатомной (двухатомной) молекулы — но уже в этом случае нужно быть аккуратным при пересчёте, если мы хотим знать количество получившегося конечного молекулярного вещества (так, скажем, эквивалент молекулярного кислорода будет равен его молярной массе, деленной на 4, а хлора — молярной массе, делённой на два). Ещё более сложными являются реакции при электролизе в случае нахождения в растворе (или расплаве) некоторых сложных (многоатомных) ионов, когда выделяющееся вещество отличается от иона не только зарядом, но и атомным составом; кроме того, могут выделяться смеси веществ (как, скажем, при электролизе расплавов сульфатов), а при электролизе растворов часто происходит ещё и реакция с участием растворителя, и конечные вещества могут заметно отличаться по составу ещё и из-за этого. В любом случае, если нас интересует масса (или количество вещества) конечного продукта, мы должны использовать в формуле именно его молекулярную массу и суммарный заряд тех ионов, которые, разрядившись, были его предшественниками; тем не менее, понятие эквивалента и эквивалентной массы можно последовательно и достаточно строго определить и для этих случаев. Случай выделения нескольких веществ мы рассмотрим подробнее ниже.

- Сами по себе законы Фарадея и их формульная запись строги и фундаментальны. Что не означает всегда легкости их практического применения. Это означает, что на практике они могут выглядеть, как работающие неточно. Например, при недостаточно хорошем разделении пространств катода и анода продукты электролиза могут (вследствие диффузии через раствор или смешивания в газовой фазе) входить в соприкосновение и могут при определенных условиях реагировать друг с другом, в том числе и с образованием первоначального вещества, при этом практический выход реакции будет меньше, чем вычисленный по законам Фарадея, что, конечно же, не означает нестрогости самих законов, а лишь несовершенство разделения продуктов электролиза и допущение других, в том числе обратных, реакций.

- Тем не менее, точность законов Фарадея ограничивается, как говорилось уже выше или случаем чистых изотопов, или «в среднем», для обычной природной смеси изотопов, то есть, из-за колебаний изотопного состава могут наблюдаться небольшие видимые отклонения от законов Фарадея (впрочем, формально, при нестандартном изотопном составе надо просто использовать соответственно исправленную атомную (или, ниже, молекулярную массу; кроме того, на практике чаще всего — хотя и не всегда (!) — колебания атомной массы из-за отличий изотопного состава невелики — см. вообще Атомная масса.

- Кроме того, строго говоря, следовало бы говорить не об атомной массе иона, а об атомной массе уже восстановленного на катоде металла (или выделившегося окисленного на аноде атомарного газа). Но отличие масс в этом случае — всего лишь на массу одного или нескольких электронов, что практически пренебрежимо мало (порядка 1/1000 и менее) по сравнению с массой атома или иона. Правда, в случае разряда на электроде сложного (многоатомного) иона (см. ниже), конечный продукт, как правило, отличается и по химическому составу, а значит отличие по массе уже достаточно значительное, и тогда следует использовать в расчете молекулярную массу уже конечного продукта, если нас интересует именно его масса (а, скажем, не трудно наблюдаемая и не накапливающаяся — то есть не существующая реально одновременно ни в один конкретный момент — масса неустойчивых промежуточных продуктов; которую можно по сути лишь просуммировать формально, как некий прошедший поток массы, тем более что конкретный механизм реакции и конкретные реальные промежуточные продукты бывают достаточно трудно исследуемыми и даже неизвестны).

### Случай выделения нескольких веществ
При электролизе на одном электроде может выделяться как одно, так и несколько разных веществ. Последнее иногда случается необходимо (когда реакция вообще не может идти иным путём, как только с выделением одновременно нескольких различных продуктов на одном электроде — что характерно, например, для электролиза расплавов солей кислородсодержащих кислот, или самих этих кислот), а нередко и в зависимости от конкретных условий протекания реакции (в том числе от состава смесей, если речь идет об их электролизе, в частном случае от растворителя и его количества, если речь идет об электролизе раствора). Кроме того, различные вещества могут выделяться в разной пропорции последовательно по времени, скажем, сначала может восстанавливаться (преимущественно) менее активный металл, а по его исчерпании в растворе — более активный металл; с формальной точки зрения — по отношению к законам Фарадея — этот случай не отличается по итоговому результату от случая одновременного выделения (отличаясь по скорости выделения в разные моменты времени, однако и в каждый момент времени законы Фарадея в формулировке, указанной здесь ниже, будут соблюдаться).
{\displaystyle m_{1}/\left({M_{1} \over z_{1}}\right)+m_{2}/\left({M_{2} \over z_{2}}\right)+m_{3}/\left({M_{3} \over z_{3}}\right)+\dots \ =\ {Q \over F},}
где, как нетрудно видеть, в левой части стоит просто сумма количества эквивалентов всех выделившихся веществ;
M1, M2 и т. д. — молярные (молекулярные или атомные, в зависимости от конкретных продуктов) массы всех выделившихся веществ, сколько бы их не выделялось, одновременно или последовательно, а z1, z2 и т. д. — суммарные заряды (в элементарных единицах заряда) ионов, которые должны разрядиться для образования каждого данного продукта (в частном случае выделения металлов, это просто атомные массы каждого металла и заряды иона данного металла в растворе; в случае наличия различных ионов одного и того же элемента каждый должен учитываться отдельно, в отдельном слагаемом).
Q, конечно же, вычисляется так же, как описано выше, для случая выделения на электроде одного вещества.

### Случай переменного тока
Случай переменного тока, рассмотренный выше, практически более или менее хорошо относится к току переменной силы, но постоянного направления. Хотя и тут могут быть определённые усложнения, не затрагивающие, однако, законов Фарадея как таковых, в особенности учитывая их формулировку для случая нескольких продуктов электролиза. Дело в том, что одним из основных факторов изменения силы тока может быть изменение приложенной разности потенциалов, а её изменения могут сильно влиять на доли выделяющихся продуктов вплоть до прекращения выделения некоторых из них при малых потенциалов и наоборот. Однако суммарно для всех продуктов законы Фарадея всё равно будут выполняться.
В случае же тока, меняющего направление, дело может осложняться более сильно и принципиально. Хотя в некоторых случаях всё работает достаточно хорошо впрямую (просто в интеграле {\displaystyle Q=\int I(t)dt} отрицательные значения I дают уменьшение итогового Q). Однако в ряде случаев при изменении направления тока может вступать в реакцию (растворяться) материал электрода, который бы никогда не растворялся при постоянном направлении тока; и даже при инертных электродах могут (особенно при достаточно быстром изменении направления тока) начинать идти реакции промежуточных продуктов, которые не шли бы при постоянном направлении тока. В формальном (также и в фундаментальном) смысле законы Фарадея продолжают быть справедливыми, однако тут мы имеем уже почти всегда случай участия многих разных веществ (учитывая промежуточные продукты, которые не всегда даже легко априори предугадать), и вид законов Фарадея почти никогда не будет уже иметь самый простой вид своего простейшего случая (даже если об этом заботиться специально, этого часто будет трудно достичь).
При достаточно быстро меняющемся переменном токе, к тому же, ток через один и другой электрод вообще говоря не совпадают друг с другом. Но тогда можно считать заряд прошедший через каждый электрод отдельно (а в итоге за большое время прошедшие через электроды заряды станут практически точно равными). Важными при достаточно быстро переменном токе являются и скорости протекания реакций, также и скорость отведения продуктов (это позволяет регулировать соотношение выхода разных реакций с помощью частоты переменного тока). Тем не менее, законы Фарадея в целом выполняются (хотя изотопный состав продуктов при этом может меняться, впрочем, как и при электролизе постоянного тока).